# Bouzincourt
Bouzincourt – miejscowość i gmina we Francji, w regionie Hauts-de-France, w departamencie Somma.
Według danych na rok 2011 gminę zamieszkiwało 545 osób, a gęstość zaludnienia wynosiła 67 osób/km² (wśród 2293 gmin Pikardii Bouzincourt plasuje się na 511. miejscu pod względem liczby ludności, natomiast pod względem powierzchni na miejscu 596.).